# Izaac van Deen

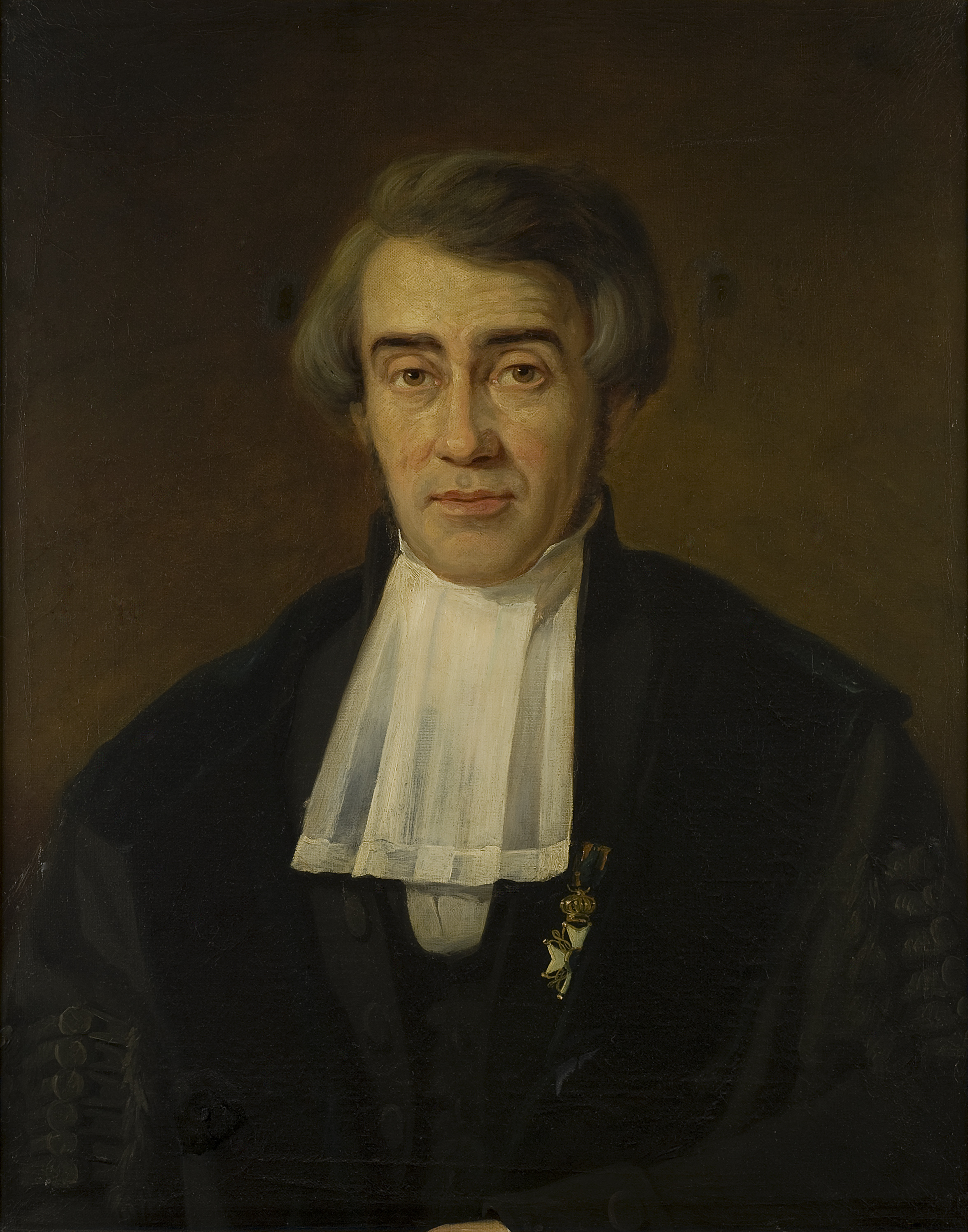
Portret

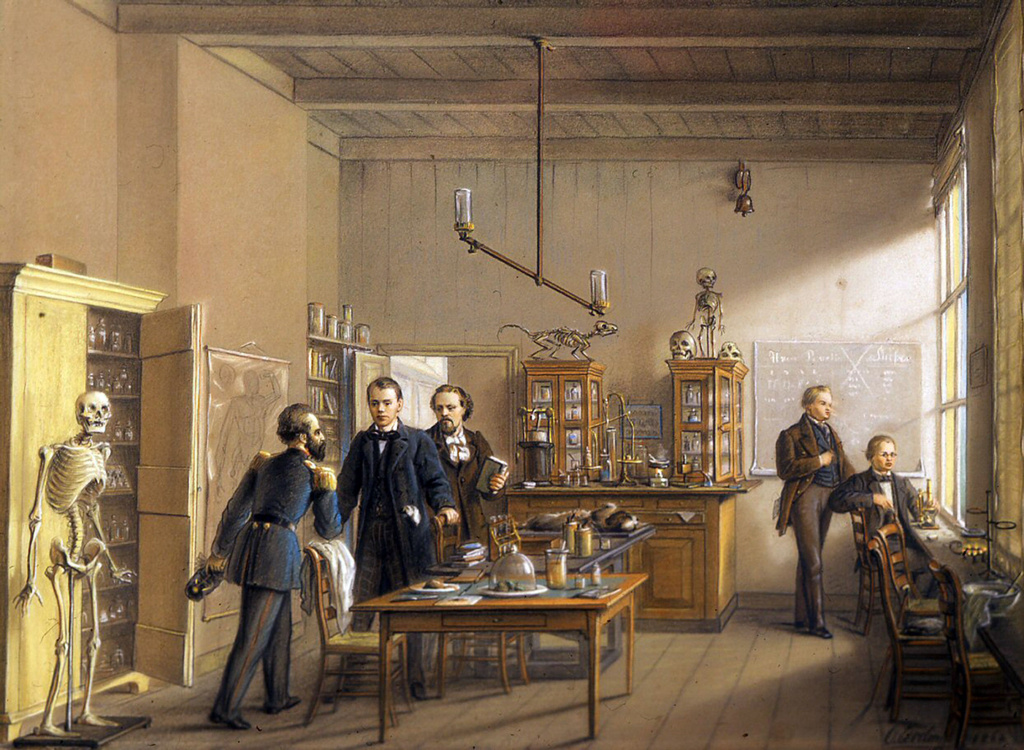
Laboratorium in 1862 door Otto Eerelman

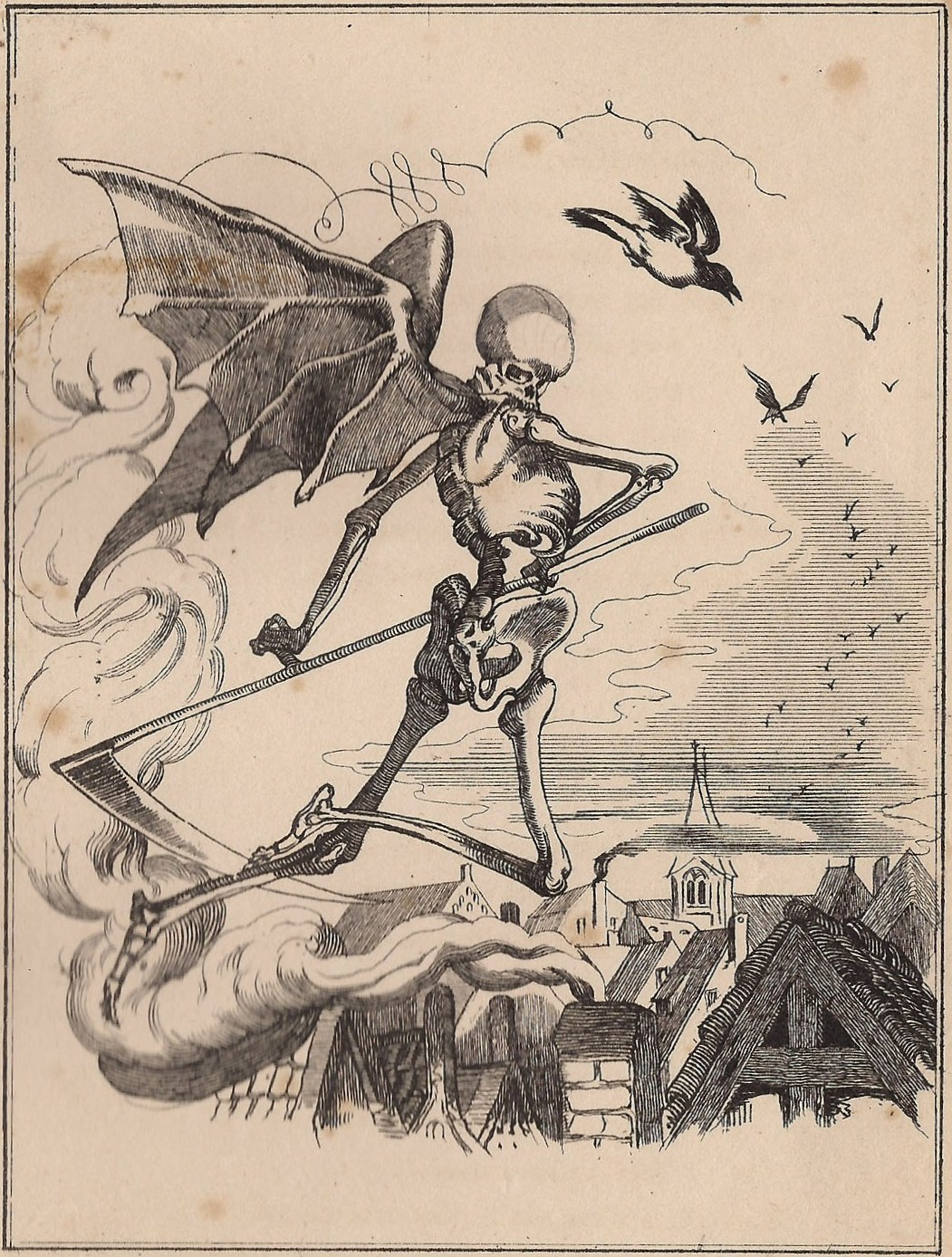
Allegorie op de cholera

Izaac van Deen (Burgsteinfurt, 24 maart 1804 - Groningen, 1 november 1869) was een arts en wetenschapper. De zoon van de uit Kopenhagen afkomstige Groningse opperrabbijn Abraham Izaaks Deen van Groningen studeerde medicijnen in Kopenhagen en Leiden. Tijdens zijn studie in Leiden maakte hij kennis met de Zwollenaar H.C.H. Thorbecke, een broer van de staatsman. Izaac van Deen promoveerde in 1831 in Kopenhagen. Zijn relatie met de Thorbeckes wordt in verband gebracht met zijn beslissing om zich in Zwolle te vestigen. Izaac van Deen en Roelof Jan Thorbecke onderhielden een regelmatige correspondentie.
In 1834 promoveerde hij in Leiden opnieuw op een proefschrift over het zenuwstelsel en vestigde zich als arts in Zwolle. Hij verwierf bekendheid met zijn experimenten en openbare demonstraties van de zenuwbanen van kikkers. Izaac van Deen reisde in de postkoets of trekschuit met zijn trommels vol voor de vivisectie bestemde kikkers door Nederland. Hij toonde bij kikkers en konijnen proefondervindelijk aan dat sommige zenuwstrengen in het ruggenmerg motorische prikkels doorgaven terwijl andere zenuwen gevoelsprikkels geleiden. Dat deze achterstrengen dienen voor de geleiding van het gevoel, de voorstrengen voor de geleiding van motorische prikkels was indertijd een nieuwe ontdekking. Het resultaat van zijn onderzoek werd als "Over de voorste en achterste strengen van het ruggemerg" gepubliceerd. De jonge medicus was een voorman van de groep "nieuwe medici" die strikt rationeel en modern natuurwetenschappelijk wilden werken en afstand namen van de oude romantische aanpak van wetenschappelijk onderzoek. Izaac van Deen correspondeerde met de jonge mede-fysiologen F.C. Donders en Jacob Moleschott.
Als arts vertaalde Van Deen medische artikelen uit vreemde talen die verschenen in het "Nieuw Archief voor Binnen- en Buitenlandsche Geneeskunde in haren geheelen omvang". De vertaalde artikelen verschenen tussen 1846 en 1851 onder zijn redactie bij Tjeenk Willink te Zwolle.
In 1834 en in 1849 braken in Dalfsen en Zwolle cholera-epidemieën uit. Van Deen kende de oorzaak van de dodelijk verlopende ziekte niet. Hij was onderwezen in de uit de middeleeuwen stammende theorie van de miasmen. Men leerde dat cholera ontstond "door een tot nu toe niet ontdekt specifiek nocens (vergift), hetwelk in de atmospheer, die overigens in hare normale zamenstelling onveranderd is, gemengd is. Dit nocens doordringt ook het bovenste gedeelte van het water, en wordt dientengevolge door de waterwegen vooral spoedig verspreid". Een vermoeden van het later aangetoonde verband tussen het ontstaan van cholera en het drinken van besmet drinkwater had Izaac van Deen dus wel.
Izaac van Deen publiceerde veel artikelen in binnen- en buitenlandse tijdschriften. Hij beijverde zich voor de herziening van de verouderde wetgeving op medisch gebied en drong aan op een drastische verbetering van de medische opleiding aan de Nederlandse universiteiten. Mede door zijn toedoen werden vanaf 1846 de verslagen en adviezen van de Provinciale Geneeskundige Commissie gepubliceerd en werd in 1850 op landelijk niveau de wettelijke openbaarheid van de medische examens een feit. Izaac van Deen werd benoemd in de in 1841 ingestelde "Staatscommissie tot herziening van de geneeskundige wetten van 1818" Omdat zijn aanbevelingen niet werden overgenomen in de bevindingen van deze commissie was Izaac van Deen in 1849 een van de oprichters van de hervormingsgezinde Nederlandsche Maatschappij tot Bevordering der Geneeskunst.
In de jaren na 1833 solliciteerde Izaac van Deen naar diverse leerstoelen in Nederland. Hij werd afgewezen in Leiden en moest in Groningen tweemaal solliciteren. In een aanbevelingsbrief schreef Thorbecke "Ik ben anders geen voorstander van de jooden. Doch deze onderscheidt zich op eene eervolle wijs, door knapheid zoowel als door bescheidenheid, en heeft reeds, ten tijde der cholera, belangrijke diensten gedaan". Antisemitisme was een grote hindernis geweest bij de benoeming van van Deen. Van Deen werd op 24 augustus 1851 met nadrukkelijke ondersteuning van de inmiddels tot minister opgeklommen Thorbecke de eerste Joodse buitengewoon hoogleraar in Nederland. Zijn eerste leeropdracht was de fysiologie. De jonge hoogleraar onderwees ook farmacognosie, farmaco-dynamie en diëtetiek. Hij gaf les over zenuwziekten en onderwees de politie over de medische aspecten van hun vak. In 1857 werd hij gewoon hoogleraar. Zijn motto was "De stof bepaalt de mens en de mens is wat hij eet". 
Prof. dr. Van Deen doceerde fysiologie. Hij was met name geïnteresseerd in voeding en stofwisseling en beschikte na 1866 over een van de modernste laboratoria van Europa. Hij deed onderzoek naar de verspreiding van cholera, een ziekte waarvan de epidemieën in de 19e eeuw in Europa nog veel slachtoffers eisten.
Izaac van Deen was sterk seculier georiënteerd. Hij wijzigde zijn naam van het duidelijk Joodse "Izaäksen" in het neutrale "van Deen" en liet zich op de Openbare Zuiderbegraafplaats in Groningen begraven. Zijn vergeten grafsteen werd in 2010 herontdekt en schoongemaakt.
Izaac van Deen was Ridder in de Orde van de Nederlandse Leeuw. Hij huwde in 1835 met de Deense Auguste Melchior (1810-1858). Het echtpaar had drie dochters, alle drie te Zwolle geboren.  De namen van Galathea Henrietta (28 juni 1836) Charlotte Johanna Caecilia (28 november 1837-1878) en Johanna Pauline Dorothea van Deen (20 maart 1843) waren eveneens een breuk met de Joodse traditie. Dorothea was de moeder van de vrouwelijke arts Marie Anne van Herwerden (1874-1934). Ook de schrijfwijzen "Isaäc van Deen" en "Isaac van Deen" komen voor.
Izaac van Deen ligt begraven op de Zuiderbegraafplaats te Groningen.